# MasterChef Italia (quarta edizione)
La quarta edizione del talent show culinario MasterChef Italia, composta da 12 puntate e 24 episodi, è andata in onda in prima serata su Sky Uno dal 18 dicembre 2014 al 5 marzo 2015.
Immutato il terzetto dei giudici: a valutare i piatti realizzati dagli aspiranti chef sono ancora una volta Bruno Barbieri, Carlo Cracco e Joe Bastianich.
La replica di questa edizione è andata in onda dal 15 settembre al 1º dicembre 2015 su Cielo.
Nel 2021 l'intera edizione è stata resa disponibile sul canale YouTube ufficiale di MasterChef Italia.
Il vincitore è stato Stefano Callegaro, agente immobiliare di Adria, che si è aggiudicato un assegno di 100.000 € e la possibilità di pubblicare il suo primo libro di ricette.
La vittoria di Callegaro, è stata oggetto di una controversia: secondo Antonio Ricci, autore e regista del programma satirico Striscia la notizia, Callegaro avrebbe violato il regolamento, negando di avere avuto un passato come chef professionista.
A causa di ciò, la produzione del programma e alcuni concorrenti sconfitti da quest'ultimo nel corso della gara, hanno intentato una causa civile contro Callegaro, la quale si è chiusa nel 2018, con una sentenza del tribunale di Milano che ha dato ragione a quest'ultimo.

## Concorrenti
| Nome                             | Età | Città                   | Occupazione              | Posizione | Prove vinte | Individuali | In brigata |
| -------------------------------- | --- | ----------------------- | ------------------------ | --------- | ----------- | ----------- | ---------- |
| Stefano Callegaro                | 43  | Adria (RO)              | Agente immobiliare       | 1º        | 6           | 4           | 2          |
| Nicolò Pietro Prati              | 21  | Milano                  | Studente di agraria      | 2º        | 9           | 6           | 3          |
| Amelia Falco                     | 26  | Caiazzo (CE)            | Studentessa di economia  | 3º        | 5           | 4           | 1          |
| Paolo Armando †                  | 42  | Cuneo                   | Informatico e catechista | 4º        | 5           | 2           | 3          |
| Arianna Contenti                 | 42  | Roma                    | Bancaria                 | 5º        | 7           | 2           | 5          |
| Maria Acquaroli                  | 27  | Bergamo                 | Wedding Planner          | 6º        | 2           | 0           | 2          |
| Federica Fiocchetti              | 32  | Padenghe sul Garda (BS) | Casalinga                | 7º        | 5           | 2           | 3          |
| Simone Finetti                   | 24  | Argenta (FE)            | Elettricista             | 8º        | 4           | 1           | 3          |
| Valentina Pozzato                | 29  | Biella                  | Infermiera               | 9º        | 2           | 0           | 2          |
| Filippo Cassano                  | 40  | Roma                    | Project manager          | 10º       | 4           | 1           | 3          |
| Giuseppe Garozzo Zannini Quirini | 50  | Roma                    | Funzionario pubblico     | 11º       | 4           | 1           | 3          |
| Silvana Amodeo                   | 32  | Bitonto (BA)            | Casalinga                | 12º       | 2           | 0           | 2          |
| Chiara Zanotti                   | 37  | Monterotondo (RM)       | Agente di viaggio        | 13º       | 2           | 0           | 2          |
| Viola Melania Berti              | 20  | Milano                  | Barista                  | 14º       | 2           | 1           | 1          |
| Fabiano Mantovan                 | 41  | Porto Viro (RO)         | Artigiano                | 15º       | 2           | 0           | 2          |
| Serena De Maio                   | 25  | Vicenza                 | Disoccupata              | 16º       | 1           | 0           | 1          |
| Ilaria Carratù                   | 24  | Napoli                  | Rappresentante           | 17º       | 1           | 0           | 1          |
| Carmine Giovinazzo               | 30  | Codevigo (PD)           | Camionista               | 18º       | 0           | 0           | 0          |
| Alessandro Clementi              | 31  | Dairago (MI)            | Impiegato                | 19º       | 0           | 0           | 0          |
| Gabriele Costantino              | 46  | Arezzo                  | Consulente aziendale     | 20º       | 0           | 0           | 0          |

### Tabella delle eliminazioni
|             | 3                    | 3                    | 4                     | 4                     | 5                        | 5                        | 6                       | 6                       | 7                  | 7                  | 8                     | 8                     | 9                       | 9                       | 10                   | 10                   | 11                    | 11                    | 12                    | 12                    |
| ----------- | -------------------- | -------------------- | --------------------- | --------------------- | ------------------------ | ------------------------ | ----------------------- | ----------------------- | ------------------ | ------------------ | --------------------- | --------------------- | ----------------------- | ----------------------- | -------------------- | -------------------- | --------------------- | --------------------- | --------------------- | --------------------- |
| Mystery Box | Viola Nicolò Fabiano | Viola Nicolò Fabiano | Amelia Simone Stefano | Amelia Simone Stefano | Federica Filippo Stefano | Federica Filippo Stefano | Nicolò Federica Filippo | Nicolò Federica Filippo | Paolo Maria Amelia | Paolo Maria Amelia | Arianna Stefano Maria | Arianna Stefano Maria | Stefano Federica Nicolò | Stefano Federica Nicolò | Stefano Paolo Nicolò | Stefano Paolo Nicolò | Amelia Stefano Nicolò | Amelia Stefano Nicolò | Nicolò Amelia Stefano | Nicolò Amelia Stefano |
| Stefano     | SALVO                | ULTIMI 9             | SALVO                 | ULTIMI 9              | SALVO                    | ULTIMI 7                 | ULTIMI 3                | PRIMI 6                 | SALVO              | PRIMI 4            | SALVO                 | ULTIMI 4              | SALVO                   | ULTIMI 4                | ULTIMI 3             | ULTIMI 3             | PRIMO                 | ULTIMI 3              | FINALISTA             | VINCITORE             |
| Nicolò      | SALVO                | PRIMI 9              | SALVO                 | ULTIMI 9              | SALVO                    | ULTIMI 7                 | SALVO                   | ULTIMI 6                | PRIMO              | ULTIMI 5           | ULTIMI 3              | PRIMI 4               | ULTIMI 3                | PRIMI 2                 | PRIMO                | PRIMO                | SALVO                 | ULTIMI 2              | PRIMO                 | SECONDO               |
| Amelia      | SALVA                | ULTIMI 9             | SALVA                 | ULTIMI 9              | SALVA                    | ULTIMI 7                 | SALVA                   | ULTIMI 6                | ULTIMI 4           | ULTIMI 2           | SALVA                 | PRIMI 4               | PRIMA                   | ULTIMI 4                | SALVA                | ULTIMI 3             | ULTIMI 2              | PRIMA                 | ELIMINATA             |                       |
| Paolo       | SALVO                | ULTIMI 9             | PRIMO                 | ULTIMI 9              | ULTIMI 3                 | PRIMI 7                  | SALVO                   | PRIMI 6                 | SALVO              | ULTIMI 5           | SALVO                 | ULTIMI 4              | SALVO                   | PRIMI 2                 | ULTIMI 3             | ULTIMI 2             | ...ULTIMO...          | ELIMINATO             |                       |                       |
| Arianna     | SALVA                | ULTIMI 9             | ULTIMI 3              | PRIMI 7               | SALVA                    | PRIMI 7                  | ULTIMI 3                | PRIMI 6                 | PRIMA              | PRIMI 4            | ULTIMI 3              | PRIMI 4               | SALVA                   | ULTIMI 4                | ...ULTIMA...         | ELIMINATA            |                       |                       |                       |                       |
| Maria       | SALVA                | PRIMI 9              | SALVA                 | ULTIMI 9              | SALVA                    | PRIMI 7                  | SALVA                   | ULTIMI 2                | IMMUNE             | ULTIMI 5           | SALVA                 | ULTIMI 4              | ULTIMI 3                | ELIMINATA               |                      |                      |                       |                       |                       |                       |
| Federica    | SALVA                | PRIMI 9              | SALVA                 | ULTIMI 9              | SALVA                    | PRIMI 7                  | PRIMA                   | ULTIMI 6                | ULTIMI 4           | ULTIMI 5           | SALVA                 | PRIMI 4               | ELIMINATA               |                         |                      |                      |                       |                       |                       |                       |
| Simone      | SALVO                | ULTIMI 9             | SALVO                 | ULTIMI 9              | SALVO                    | PRIMI 7                  | SALVO                   | PRIMI 6                 | SALVO              | PRIMI 4            | PRIMO                 | ELIMINATO             |                         |                         |                      |                      |                       |                       |                       |                       |
| Valentina   | SALVA                | ULTIMI 9             | SALVA                 | PRIMI 7               | SALVA                    | ULTIMI 7                 | SALVA                   | ULTIMI 6                | SALVA              | PRIMI 4            | ELIMINATA             |                       |                         |                         |                      |                      |                       |                       |                       |                       |
| Filippo     | ULTIMI 3             | PRIMI 9              | SALVO                 | PRIMI 7               | PRIMO                    | ULTIMI 7                 | SALVO                   | PRIMI 6                 | ULTIMI 4           | ELIMINATO          |                       |                       |                         |                         |                      |                      |                       |                       |                       |                       |
| Giuseppe    | PRIMO                | ULTIMI 9             | SALVO                 | PRIMI 7               | ULTIMI 3                 | PRIMI 7                  | SALVO                   | PRIMI 6                 | ELIMINATO          |                    |                       |                       |                         |                         |                      |                      |                       |                       |                       |                       |
| Silvana     | SALVA                | PRIMI 9              | SALVA                 | PRIMI 7               | SALVA                    | ULTIMI 7                 | SALVA                   | ELIMINATA               |                    |                    |                       |                       |                         |                         |                      |                      |                       |                       |                       |                       |
| Chiara      | SALVA                | PRIMI 9              | SALVA                 | ULTIMI 9              | SALVA                    | PRIMI 7                  | ELIMINATA               |                         |                    |                    |                       |                       |                         |                         |                      |                      |                       |                       |                       |                       |
| Viola       | SALVA                | ULTIMI 9             | SALVA                 | PRIMI 7               | SALVA                    | ELIMINATA                |                         |                         |                    |                    |                       |                       |                         |                         |                      |                      |                       |                       |                       |                       |
| Fabiano     | SALVO                | PRIMI 9              | SALVO                 | PRIMI 7               | ELIMINATO                |                          |                         |                         |                    |                    |                       |                       |                         |                         |                      |                      |                       |                       |                       |                       |
| Serena      | SALVA                | PRIMI 9              | ULTIMI 3              | ELIMINATA             |                          |                          |                         |                         |                    |                    |                       |                       |                         |                         |                      |                      |                       |                       |                       |                       |
| Ilaria      | SALVA                | PRIMI 9              | ELIMINATA             |                       |                          |                          |                         |                         |                    |                    |                       |                       |                         |                         |                      |                      |                       |                       |                       |                       |
| Carmine     | SALVO                | ELIMINATO            |                       |                       |                          |                          |                         |                         |                    |                    |                       |                       |                         |                         |                      |                      |                       |                       |                       |                       |
| Alessandro  | ELIMINATO            |                      |                       |                       |                          |                          |                         |                         |                    |                    |                       |                       |                         |                         |                      |                      |                       |                       |                       |                       |
| Gabriele    | ELIMINATO            |                      |                       |                       |                          |                          |                         |                         |                    |                    |                       |                       |                         |                         |                      |                      |                       |                       |                       |                       |

     Il concorrente è il vincitore dell'intera edizione

     Il concorrente è il vincitore dell’invention test 

     Il concorrente è immune da eliminazione e non partecipa alla prova

     Il concorrente fa parte della squadra vincente ed è salvo

     Il concorrente è vincitore della sfida esterna ed è salvo

     Il concorrente fa parte della squadra perdente ma non deve affrontare il Pressure Test

     Il concorrente fa parte della squadra perdente, deve affrontare il Pressure Test e si salva

     Il concorrente è il peggiore del Pressure Test, affronta il duello e si salva 

     Il concorrente non partecipa alla sfida esterna, affronta direttamente il duello e si salva

     Il concorrente non partecipa alla sfida esterna e affronta direttamente il Pressure Test

     Il concorrente è tra i peggiori ma non è eliminato

     Il concorrente è eliminato

     Il concorrente accede alla sfida finale 

     Il concorrente perde la sfida finale 

†: Concorrente deceduto

## Dettaglio delle puntate

### Prima puntata
Data: Giovedì 18 dicembre 2014

#### Episodi 1 e 2 (Provini)
Si sono presentati in migliaia alle selezioni, ma soltanto in 100 sono riusciti ad arrivare di fronte ai giudici. Gli aspiranti concorrenti hanno a disposizione 45 minuti di tempo per preparare il loro piatto da presentare ai giudici, che deve essere rappresentativo della loro personalità e del loro modo di intendere la cucina. Ogni giudice esprime un parere positivo (sì) o negativo (no), e per passare allo step successivo è necessario ricevere almeno due sì dai giudici.

### Seconda puntata
Data: Giovedì 25 dicembre 2014

#### Episodi 3 e 4 (Selezioni)
Dopo aver ultimato i provini, i giudici hanno selezionato un totale di 40 candidati che si giocheranno i 20 posti disponibili nella Master Class. Gli aspiranti chef vengono divisi in quattro gruppi da dieci persone, ognuno dei quali deve affrontare una particolare prova in dieci minuti di tempo.
La prova del primo gruppo consiste nel preparare una macedonia tagliando la frutta in maniera quanto più accurata e precisa possibile. 
Passano il turno Paolo, Simone, Filippo, Maria, Andrea, Amelia e Giuseppe mentre si tolgono il grembiule Sabina, Natascia e Geneviève.
Il secondo gruppo deve invece preparare una buona maionese con dieci uova. 
Passano il turno Nicolò, Federica F., Arianna, Serena, Fabiano, Chiara, Carmine e Silvana mentre Diego e Lara si tolgono il grembiule.
Al terzo gruppo viene richiesta la realizzazione del maggior numero possibile di perfette pommes parisiennes ricavate da dieci patate grandi.
Passano il turno Stefano, Dario, Kanlaya, Ilaria, Alessandro e Cristina mentre Alessandra, Valentina, Maurizio e Silvia si tolgono il grembiule.
La prova del quarto gruppo consiste infine nello squamare al meglio dieci branzini.
Passano il turno Federica B., Mirko, Viola, Valentina, Simona, Michele e Gabriele mentre Sergio, Anna e Davide si tolgono il grembiule.
Dopo questo step restano ventotto cuochi, i quali vengono messi nuovamente alla prova affrontando una nuova sfida: preparare in 45 minuti un buon piatto che abbia come ingrediente protagonista la mozzarella di bufala. Al termine della prova i giudici ammettono direttamente alla Master Class Arianna, Paolo, Maria, Simone, Valentina, Serena, Filippo e Stefano. Dopo l'assaggio, entrano nella cucina di Masterchef Federica F., Chiara, Nicolò, Amelia, Ilaria, Alessandro, Silvana, Giuseppe, Gabriele, Carmine, Fabiano e Viola mentre Dario, Federica B., Andrea, Kanlaya, Cristina, Mirko, Michele e Simona si tolgono il grembiule.

### Terza puntata
Data: Giovedì 1º gennaio 2015

#### Episodio 5
Partecipanti: Alessandro, Amelia, Arianna, Carmine, Chiara, Fabiano, Federica, Filippo, Gabriele, Giuseppe, Ilaria, Maria, Nicolò, Paolo, Serena, Silvana, Simone, Stefano, Valentina, Viola.
- Mistery Box
  - Ingrediente obbligatorio da utilizzare: una spezia molto piccante, offerta dai giudici come "regalo di benvenuto", scelta tra fico di mostarda cremonese (Barbieri), radice di Wasabi (Cracco) oppure peperoncino Habanero (Bastianich).
  - Altri ingredienti: friselle, capasanta, ventresca di tonno, ricotta di pecora, filetto di cavallo, insalata, limone, porro, pomodori datterini gialli, patate.
  - Piatti migliori: Filetto agitato (Fabiano), Lenta e delicata esplosione (Nicolò), Sapori (Viola).
  - Vincitore: Viola.
- Invention Test
  - Tema: Il gusto.
  - Proposte: aspro (Barbieri), salato (Cracco), dolce (Bastianich). Viola sceglie l'aspro e rinuncia alla possibilità di salvarsi direttamente che le viene offerta.
  - Vincitore: Scorfano tra il dolce e l'aspro (Giuseppe).
  - Piatti peggiori: Spaghetti gentilmente aspri (Alessandro), Galletto profumato (Filippo), Sformato allo zenzero (Gabriele).
  - Eliminati: Gabriele e Alessandro.

#### Episodio 6
Partecipanti: Amelia, Arianna, Carmine, Chiara, Gabriele, Federica, Filippo, Giuseppe, Ilaria, Maria, Paolo, Serena, Silvana, Simone, Stefano, Valentina, Viola.
- Prova in esterna
  - Sede: Polesine Parmense, Azienda Agricola Corte Pallavicina.
  - Ospiti: 100 agricoltori.
  - Tema: piatti tradizionali del parmense.
  - Squadra blu: Giuseppe, (caposquadra), Stefano, Arianna, Paolo, Amelia, Valentina, Simone, Carmine, Viola.
  - Squadra rossa: Maria, (caposquadra), Fabiano, Serena, Chiara, Nicolò, Filippo, Ilaria, Federica, Silvana.
  - Piatti del menù: Maltagliati e Faraona alla cacciatora (Squadra rossa), Gnocchi di patate e Coniglio alle erbe (Squadra blu), Gnocco fritto e Culatello (entrambe le squadre)
  - Vincitori: Squadra rossa.
- Pressure Test
  - Sfidanti: Giuseppe, Stefano, Arianna, Paolo, Amelia, Valentina, Simone, Carmine, Viola.
  - Prima prova: Preparare un piatto utilizzando tutti e cinque gli ingredienti che si riescono a prendere in 30 secondi fra gli ottanta presenti sul bancone (si salvano Amelia, Viola e Simone).
  - Seconda prova: Preparare un piatto utilizzando tutti e quattro gli ingredienti scelti che si riescono a prendere in 20 secondi fra i trentacinque rimasti sul bancone (si salvano Valentina, Giuseppe e Arianna).
  - Terza prova: Preparare un piatto utilizzando tutti e tre gli ingredienti che si riescono a prendere in 15 secondi fra i tredici rimasti sul bancone (si salvano Paolo e Stefano).
  - Eliminato: Carmine.

### Quarta puntata
Data: Giovedì 8 gennaio 2015

#### Episodio 7
Partecipanti: Amelia, Arianna, Chiara, Fabiano, Federica, Filippo, Giuseppe, Ilaria, Maria, Nicolò, Paolo, Serena, Silvana, Simone, Stefano, Valentina, Viola.
- Mistery Box: sono presenti due scatole tra cui scegliere, una denominata Paradiso, l'altra Inferno.
  - Ingredienti della Mistery Paradiso (45 minuti a disposizione): pesce San Pietro, fiori eduli, uova, farina, finocchietto selvatico, erba cedrina, fagioli cannellini, burro.
  - Ingredienti della Mistery Inferno (30 minuti a disposizione): filetto di manzo, prosciutto crudo, caviale nero, peperoni, cipolla di Tropea, peperoncino, foglie di tabacco e un cannello per produrre una fiamma.
  - Piatti migliori: Il paradiso in terra (Amelia), Fagottini ripieni di San Pietro (Simone), Appena oltre la coltre di fumo (Stefano).
  - Vincitore: Amelia.
- Invention Test
  - Tema: il meglio del meglio (tre ingredienti molto particolari, tra i quali Amelia sceglierà quello protagonista della prova).
  - Proposte: cozze anconetane (Barbieri), trippa di baccalà (Cracco), guanciale salato (Bastianich). Amelia sceglie le cozze anconetane e ha anche il vantaggio di assegnare un ingrediente diverso a tre persone, così assegna a Chiara, Serena e Paolo la trippa di baccalà.
  - Piatto migliore: Trippa di baccalà al pomodoro (Paolo).
  - Piatti peggiori: Specchio d'acqua allo zafferano (Arianna), Crema di zucchine con pane tostato (Ilaria, piatto incompleto), Colpo basso a Darwin (Serena).
  - Eliminata: Ilaria. Paolo, vincitore della prova, può mandare una delle concorrenti peggiori direttamente al Pressure Test, e sceglie Serena.

#### Episodio 8
Partecipanti: Amelia, Arianna, Fabiano, Federica, Filippo, Giuseppe, Maria, Nicolò, Paolo, Silvana, Simone, Stefano, Valentina, Viola.
- Prova in esterna
  - Sede: Sant'Agata de' Goti.
  - Ospiti: Alessandro Siani e Fabio De Luigi (protagonisti del film Si accettano miracoli, girato in quei luoghi).
  - Squadra blu: Paolo (caposquadra), Amelia, Federica, Maria, Nicolò, Simone, Stefano.
  - Squadra rossa: Filippo (caposquadra), Arianna, Silvana, Fabiano, Giuseppe, Valentina, Viola. Filippo decide di mandare Chiara direttamente al Pressure Test.
  - Piatti del menù: gli aspiranti chef devono preparare 160 cestini del pranzo per la troupe che lavora per il film.
  - Vincitore: Squadra rossa.
- Pressure Test
  - Sfidanti: Amelia, Chiara, Federica, Maria, Nicolò, Paolo, Serena, Simone, Stefano.
  - Prima prova: estrarre alla perfezione almeno 4 sacche di nero di seppia da 10 seppie (si salvano Amelia, Chiara, Federica, Nicolò, Simone).
  - Seconda prova: preparare un piatto utilizzando il nero di seppia in 20 minuti senza poter usare riso e pasta come ingredienti (si salvano Maria, Paolo e Stefano).
  - Eliminata: Serena.

### Quinta puntata
Data: Giovedì 15 gennaio 2015

#### Episodio 9
Partecipanti: Amelia, Arianna, Chiara, Fabiano, Federica, Filippo, Giuseppe, Maria, Nicolò, Paolo, Silvana, Simone, Stefano, Valentina, Viola.
- Mistery Box
  - Ingredienti: patate di montagna, cipolla dorata, fiori di zucchina, cosce di quaglia, sogliola, porro, sedano rapa, salvia, ricotta fresca, parmigiano reggiano. I concorrenti hanno a disposizione una casseruola con dell'olio da frittura in cui devono friggere obbligatoriamente solo uno degli ingredienti, che deve essere protagonista del piatto.
  - Piatti migliori: Crocchetta nascosta (Federica), Salviamo la sogliola e la quaglia (Filippo), Quaglia da amare (Stefano).
  - Vincitore: Federica.
- Invention Test
  - Tema: piatti italiani famosi nel mondo.
  - Ospite: Matt Preston (critico gastronomico, giudice di MasterChef Australia).
  - Proposte: Cotechino e lenticchie, Ossobuco alla milanese con risotto allo zafferano, Saltimbocca alla romana. Federica sceglie la seconda proposta. Il compito dei concorrenti è di rivisitare la ricetta a proprio piacere.
  - Piatto migliore: Risotto di spezzatino di ossobuco (Filippo)
  - Piatti peggiori: Ossobuco e risotto allo zafferano (Fabiano), Risotto alla milanese con crema di ossobuco (Giuseppe), Tortino di riso al salto (Paolo).
  - Eliminato: Fabiano.

#### Episodio 10
Partecipanti: Amelia, Arianna, Chiara, Federica, Filippo, Giuseppe, Maria, Nicolò, Paolo, Silvana, Simone, Stefano, Valentina, Viola.
- Prova in esterna
  - Sede: Mazara del Vallo.
  - Squadra blu: Arianna (caposquadra), Giuseppe, Chiara, Simone, Paolo, Federica, Maria
  - Squadra rossa: Filippo (caposquadra), Amelia, Nicolò, Silvana, Stefano, Valentina, Viola.
  - Piatti del menù: Cuscus di pesce, Gamberi rossi, un dolce a base di ricotta
  - Vincitore: Squadra blu
- Pressure Test
  - Sfidanti: Filippo, Amelia, Nicolò, Silvana, Valentina, Viola; Filippo ha la possibilità di salvare un compagno di squadra dal Pressure Test e sceglie Stefano.
  - Prova: realizzare un piatto con ingredienti comprati in un'asta e pagati con il tempo a disposizione per cucinare. Ogni concorrente aveva inizialmente a disposizione 60 minuti e alla fine, per preparare il piatto, aveva i minuti che non aveva speso comprando gli ingredienti.
  - Eliminata: Viola.

### Sesta puntata
Data: Giovedì 22 gennaio 2015

#### Episodio 11
Partecipanti: Amelia, Arianna, Chiara, Federica, Filippo, Giuseppe, Maria, Nicolò, Paolo, Silvana, Simone, Stefano, Valentina.
- Mistery Box
  - Ingredienti: sotto la Mistery Box gli aspiranti chef trovano una busta con scritto il nome di un concorrente, e ognuno dovrà fare la spesa in dispensa per l'avversario di cui ha trovato il nome.
  - Piatti migliori: Abbassa le ali (Federica; spesa di Valentina), Gnocco duro con porcini (Filippo; spesa di Giuseppe), Grazie Federica (Nicolò; spesa di Federica).
  - Vincitore: Nicolò.
- Invention Test
  - Tema: torte nuziali.
  - Ospite: Iginio Massari.
  - Proposte: gli aspiranti chef devono preparare una torta nuziale con decorazione. Nicolò ha il vantaggio di poter fare la spesa con il maestro pasticcere Massari chiedendogli tutti i consigli che desidera e di poter mettere in difficoltà tre avversari obbligandoli a preparare una torta a due piani senza tempo aggiuntivo a disposizione, scegliendo Filippo, Stefano e Simone.
  - Torta migliore: Federica.
  - Torte peggiori: Arianna, Chiara, Stefano.
  - Eliminata: Chiara.

#### Episodio 12
Partecipanti: Amelia, Arianna, Federica, Filippo, Giuseppe, Maria, Nicolò, Paolo, Silvana, Simone, Stefano, Valentina.
- Prova in esterna
  - Sede: Milano, The Westin Palace.
  - Squadra blu: Simone (caposquadra), Arianna, Filippo, Giuseppe, Paolo, Stefano.
  - Squadra rossa: Federica (caposquadra), Amelia, Maria, Nicolò, Silvana, Valentina.
  - Piatti del menù: Frullato di melone con hamburger di ricciola e menta, carpaccio di carne macinata con macis e cardamomo, insalata di pasta alla frutta e cozze, millefoglie di uova di quaglia fritte con verdure, bicchierino di stracciatella con melanzane, frullato di yogurt con insalata di frutta (squadra blu), Guacamole con gamberi e curry, battuto di ananas e cocco con petti di quaglia e zafferano, insalata di pasta tartufi e frutti di mare, gazpacho di pomodoro, involtini di zucchine, frullato di yogurt con insalata di frutta (squadra rossa).
  - Vincitore: Squadra blu.
- Pressure Test
  - Sfidanti: Amelia, Federica, Maria, Nicolò, Silvana, Valentina. La prova si divide in tre step, e per ogni step gli aspiranti chef si sfidano tre a tre, con i gruppi scelti da Simone.
  - Prove: aprire 5 capesante completamente pulite, poi aprire perfettamente 5 ostriche e infine spolpare al meglio una granseola (si salvano Amelia, Federica, Nicolò e Valentina).
  - Sconfitte: Maria, Silvana.
- Duello
  - Sfidanti: Maria, Silvana.
  - Prova: realizzare un piatto utilizzando le capesante, le ostriche e la granseola in 20 minuti (si salva Maria).
  - Eliminata: Silvana.

### Settima puntata
Data: Giovedì 29 gennaio 2015

#### Episodio 13
Partecipanti: Amelia, Arianna, Federica, Filippo, Giuseppe, Maria, Nicolò, Paolo, Simone, Stefano, Valentina.
- Mistery Box
  - Ingrediente da utilizzare: spaghetti (in una forma reinventata, non è ammesso realizzare piatti di pastasciutta).
  - Altri ingredienti: broccoli, piselli, stracciatella di mozzarella, spinaci, pomodori pizzuttelli, porchetta, patate di montagna, ortiche, lumachine di mare.
  - Piatti migliori: Spaghetti in cialda (Amelia), Il nido delle lumache (Maria), Millefoglie di spaghetti (Paolo).
  - Vincitore: Paolo.
- Invention Test
  - Proposta: realizzare un pollo ripieno con contorno di verdure saltate in padella, lavorando in coppia. Paolo ha il vantaggio di scegliere le coppie che cucineranno insieme, e gli viene offerta la possibilità di salvarsi direttamente cucinando un perfetto uovo in camicia, possibilità in cui fallisce e deve quindi scegliere un altro concorrente che si salverà al posto suo: Maria.
  - Scelte del vincitore della Mystery Box: Federica-Filippo, Amelia-Giuseppe, Valentina-Simone, Arianna-Nicolò, Stefano-Paolo (Paolo sceglie di sostituirsi a Maria).
  - Coppia migliore: Arianna-Nicolò.
  - Coppie peggiori: Amelia-Giuseppe e Federica-Filippo.
  - Eliminato: Giuseppe. Amelia, invece, va direttamente al Duello contro il peggiore del Pressure Test.

#### Episodio 14
Partecipanti: Arianna, Federica, Filippo, Nicolò, Maria, Paolo, Simone, Stefano, Valentina.
- Prova in esterna
  - Sede: Cork.
  - Ospiti: giocatori di rugby impegnati in un trofeo, con il drop dato da John Hayes, primo rugbista irlandese ad arrivare a 100 caps.
  - Squadra blu: Nicolò (caposquadra), Federica, Filippo, Maria. Paolo resta fuori dalle due squadre ma può essere chiamato da entrambe per sostituire un membro in difficoltà, cosa non avvenuta.
  - Squadra rossa: Arianna (caposquadra), Simone, Stefano, Valentina.
  - Piatti del menù: filetto di carne bovina Hereford glassato alla birra, filetto di salmone con salsa allo yogurt e un contorno di patate. Tutti gli ingredienti sono acquistati dai concorrenti all'English Market della cittadina.
  - Vincitore: Squadra rossa.
- Pressure Test
  - Sfidanti: Federica, Filippo, Nicolò, Maria, Paolo.
  - Prima prova: realizzare un piatto libero in 20 minuti (si salva Paolo).
  - Seconda prova: realizzare un piatto libero in 10 minuti (si salva Maria).
  - Terza prova: realizzare un piatto libero in 5 minuti (si salvano Federica e Nicolò).
- Duello
  - Sfidanti: Amelia, Filippo.
  - Prova: realizzare un piatto solo con pane e cipolla (tre varietà ciascuno) in 20 minuti (si salva Amelia).
  - Eliminato: Filippo.

### Ottava puntata
Data: Giovedì 5 febbraio 2015

#### Episodio 15
Partecipanti: Amelia, Arianna, Federica, Nicolò, Maria, Paolo, Simone, Stefano, Valentina.
- Mistery Box
  - Ingredienti da utilizzare: una serie di scatole cinesi che i concorrenti possono scoprire fino a quando lo desiderano, con l'obbligo di usare tutti gli ingredienti trovati. In questo caso: pesce spatola (obbligatorio per tutti), scarola, basilico e acqua di pomodoro (qui si fermano Simone, Nicolò e Maria), mascarpone, origano, olive e pinoli (qui si fermano Paolo, Amelia e Stefano) e uno tra aglio nero (pescato da Arianna e Valentina) e 'nduja (capitata a Federica).
  - Piatti migliori: Pesce spatola con profumo di acqua di pomodoro (Arianna), La spatola torna nel suo mare (Maria), Oro e mare (Stefano).
  - Vincitore: Arianna.
- Invention Test
  - Ospite: Antonino Cannavacciuolo.
  - Proposte: Spezzatino di pesce, crema tiepida di zucchine alla scapece e schiuma all'acqua di mare; Triglia, melanzana e guazzetto di provola affumicata; Pasta e fiori con crema fresca di capra, insalata cruda di seppie, bottarga e colatura di insalata di pomodoro (tre ricette dello chef Cannavacciuolo). Arianna sceglie la seconda proposta e ha il vantaggio di assistere alla realizzazione del piatto da parte dello chef, nonché di poter escludere dall'assaggio del piatto due concorrenti, scegliendo Stefano e Maria.
  - Piatto migliore: Simone.
  - Piatti peggiori: Arianna, Nicolò, Valentina.
  - Eliminata: Valentina.

#### Episodio 16
Partecipanti: Amelia, Arianna, Federica, Nicolò, Maria, Paolo, Simone, Stefano.
- Prova in esterna
  - Sede: Bardonecchia, Valle di Rochemolles, in alta montagna, luogo che Bastianich definisce "the middle of nowhere" (il mezzo del nulla).
  - Ospite: Antonino Cannavacciuolo.
  - Squadra blu: Simone (caposquadra), Maria, Paolo, Stefano.
  - Squadra rossa: Nicolò (caposquadra), Amelia, Arianna, Federica.
  - Piatti del menu: Tagliata di capriolo con salsa bruna ai lamponi, Scrigno di verza, cipolle e patate appassite (squadra blu), Cervo al profumo di bosco con gnocchetti al profumo di ortiche, Caviale di more con fiori di timo serpillo (squadra rossa). I due menù sono stati scelti dalle due squadre usando i pochi ingredienti a disposizione, raccogliendo altri ingredienti in natura e cucinando in campeggio su un falò.
  - Vincitore: Squadra rossa.
- Pressure Test
  - Sfidanti: Maria, Paolo, Simone, Stefano.
  - Prova: realizzare un piatto con alcune parti precotte di una testa di maiale in 30 minuti (si salvano Maria, Paolo e Stefano).
  - Eliminato: Simone.

### Nona puntata
Data: Giovedì 12 febbraio 2015

#### Episodio 17
Partecipanti: Amelia, Arianna, Federica, Nicolò, Maria, Paolo, Stefano.
- Mistery Box
  - Ingredienti: sotto un'unica gigantesca Mistery Box vi sono i parenti dei concorrenti, che dovranno fare la spesa per loro prendendo 10 ingredienti diversi e cucinare insieme a loro.
  - Piatti migliori: Catalana in guazzetto (Federica), Costolette d'agnello in doppia panatura (Nicolò), Mom Inspiration (Stefano).
  - Vincitore: Stefano.
- Invention Test
  - Tema: i volatili. Stefano ha il vantaggio di assegnare a sé stesso e agli avversari il volatile che dovranno cucinare.
  - Assegnazioni del vincitore della Mystery Box: quaglia (Maria), beccaccia (Nicolò), faraona (Federica), tacchino (Paolo), germano reale (Amelia), alzavola (Arianna), piccione (Stefano)
  - Piatto migliore: Germano agrodolce (Amelia).
  - Piatti peggiori: Petto di faraona glassato (Federica), Quaglia, arancia e curcuma (Maria), Tortelli ripieni di ragù di salsiccia con petto di beccaccia (Nicolò).
  - Eliminata: Federica. Maria riceve il grembiule nero per sfidarsi a duello contro il peggiore del pressure test.

#### Episodio 18
Partecipanti: Amelia, Arianna, Nicolò, Paolo, Stefano.
- Prova in esterna
  - Sede: Roma, Scuderie del Quirinale (in occasione di una mostra di dipinti di Frida Kahlo).
  - Ospite: Francisco Mendez (chef messicano).
  - Squadra blu: Paolo (caposquadra, scelto da Amelia), Nicolò.
  - Squadra rossa: Amelia (caposquadra), Stefano, Arianna.
  - Piatti del menù: Antipasto di cernia su macedonia di verdure, Maiale su vellutata di fagioli e croccante di polenta (squadra blu), Gazpacho di pomodoro, anguria e ravanelli con ricciola marinata al tabasco e agrumi, sedano in ghiaccio e avocado (squadra rossa).
  - Vincitore: Squadra blu.
- Pressure Test
  - Sfidanti: Amelia, Stefano, Arianna.
  - Prova: preparare in 45 minuti una colazione continentale, che comprenda una bevanda calda, una bevanda a base di frutta, un croissant, un muffin, un piatto a base di uova e un piatto creativo inventato personalmente (si salvano Amelia e Arianna).
  - Sconfitto: Stefano.
- Sfida finale
  - Sfidanti: Maria, Stefano.
  - Prova: realizzare una pasta alla norma, una allo scoglio e una alla gricia in 30 minuti (si salva Stefano).
  - Eliminata: Maria.

### Decima puntata
Data: Giovedì 19 febbraio 2015

#### Episodio 19
Partecipanti: Amelia, Arianna, Nicolò, Paolo, Stefano.
- Mistery Box
  - Ingredienti: sotto ogni scatola c'è una busta con il nome di un continente, in onore dell'Expo 2015, e gli aspiranti chef dovranno prendere gli ingredienti da un tavolo a forma di planisfero, in corrispondenza del continente che hanno trovato. Amelia pesca l'Oceania, Arianna l'America, Nicolò l'Europa, Paolo l'Africa e Stefano l'Asia.
  - Piatti migliori: Girovagando per l'Europa (Nicolò), Polpo arrosto ai semi di cumino (Paolo), Viaggio nella terra dei maharaja (Stefano).
  - Vincitore: Stefano.
- Invention Test
  - Proposte: caviale di lumache, lingotto di Vicciola, farina di mais al biscotto (tre ingredienti molto pregiati di produzione italiana). Stefano sceglie la prima proposta e inoltre ha anche il vantaggio di scoprire i segreti dei tre ingredienti direttamente dai rispettivi produttori, presenti in dispensa.
  - Piatto migliore: La lumaca che va lontano (Nicolò).
  - Piatti peggiori: Caviale di lumaca, filetto e zabaione (Arianna), Tortelli con caviale di lumache e crema di carote (Paolo), Ostrica fritta e caviale di lumaca (Stefano).
  - Sconfitta: Arianna (non viene eliminata ma affronterà direttamente il Duello dell'episodio 20 dove si sfiderà con il perdente del Pressure Test).

#### Episodio 20
Partecipanti: Amelia, Nicolò, Paolo, Stefano.
- Prova in esterna
  - Sede: Isola Bella, Lago Maggiore.
  - Piatti realizzati: Medaglioni di trota in equilibrio tra il dolce e il salato (Amelia), Filetto di pesce persico su vellutata di zucca e crema di spinaci (Nicolò), Risotto alla zucca con lavarello aromatizzato al limone (Paolo), Tinca su crema di cipolle caramellate, patata croccante e salsa di senape (Stefano). Ogni concorrente ha scelto un pesce pescato dal lago per usarlo come ingrediente principale del proprio piatto. I piatti vengono valutati da tre critici dell'associazione Relais & Chateaux, i quali, come è consuetudine nel loro lavoro, giudicano in anonimato e non vengono mai mostrati in volto.
  - Vincitore: Nicolò.
- Pressure Test
  - Sfidanti: Amelia, Paolo, Stefano.
  - Prova: assaggiare una zuppa ed indovinare il maggior numero possibile di ingredienti tra i 23 che essa contiene, per poi preparare un piatto con tutti o solo alcuni degli ingredienti indovinati in 20 minuti (si salvano Amelia e Stefano).
  - Sconfitto: Paolo.
- Duello
  - Sfidanti: Arianna, Paolo.
  - Prova: preparare un piatto che abbia come protagonista la banana, utilizzando tre tipi di banana diversi in 30 minuti (si salva Paolo).
  - Eliminata: Arianna.

### Undicesima puntata
Data: Giovedì 26 febbraio 2015

#### Episodio 21
Partecipanti: Amelia, Nicolò, Paolo, Stefano.
- Mistery Box
  - Ingredienti: sotto la scatola c'è una banconota da 5 euro con cui gli aspiranti chef dovranno fare la spesa; gli ingredienti nella dispensa hanno il prezzo esposto e il conto viene calcolato dai giudici, che tengono il resto come mancia.
  - Piatti migliori: Merluzzo al finocchietto selvatico (Amelia), Alice impanata (Nicolò), Verde speranza (Stefano).
  - Vincitore: Amelia.
- Invention Test
  - Proposte: ombrina, pagello, scorfano, costardella. Amelia sceglie l'ombrina e ha il vantaggio di scegliere quale pesce dovranno cucinare gli avversari: assegna a Nicolò la costardella, a Paolo il pagello e a Stefano lo scorfano. Inoltre ognuno dovrà utilizzare un metodo di cottura differente, scelto sempre da Amelia, che sceglie di cucinare al vapore e assegna a Nicolò la cottura in umido, a Paolo la frittura in padella e a Stefano la cottura alla griglia.
  - Piatto migliore: Scorfano alla griglia con il suo fegato (Stefano).
  - Piatti peggiori: Ombrina tra mare e terra (Amelia), Pagello fritto (Paolo). Stefano, vincitore dell'Invention Test, ha il vantaggio di poter assaggiare i due piatti peggiori e decidere chi dei due avversari andrà direttamente al Duello, e sceglie Paolo.

#### Episodio 22
Partecipanti: Amelia, Nicolò, Stefano.
- Prova in esterna
  - Sede: Firenze, Enoteca Pinchiorri.
  - Ospite: Annie Féolde.
  - Piatti realizzati: Anatra con miele, spezie e salsa alla diavola (Amelia), Pici di pasta di pane con crema di burrata, aglio, olio e peperoncino (Nicolò), Polpo con crema di fagiolini e perle di caffè (Stefano).
  - Vincitore: Amelia.
- Pressure Test
  - Sfidanti: Nicolò, Stefano.
  - Prova: realizzare in 30 minuti tre panini gourmet a piacere che rappresentino ciascuno la personalità di uno dei giudici (si salva Stefano).
  - Sconfitto: Nicolò.
- Duello
  - Sfidanti: Nicolò, Paolo.
  - Prova: realizzare in 30 minuti un piatto creativo che abbia come ingrediente principale il cavolfiore (si salva Nicolò).
  - Eliminato: Paolo.

### Dodicesima puntata
Data: Giovedì 5 marzo 2015

#### Episodio 23 (Semifinale)
Partecipanti: Amelia, Nicolò, Stefano.
- Mystery Box
  - Ingredienti: sotto la Mystery Box i concorrenti trovano uno specchio: i giudici chiedono loro di preparare un piatto unico che rappresenti loro e la loro personalità.
  - Piatti realizzati: Il sapore di un'emozione (Amelia), I due Nicolò (Nicolò), Rognone in crosta di sale (Stefano).
  - Vincitore: Nicolò.
- Invention Test
  - Ospite: Rosanna Marziale.
  - Proposte: Palla di mozzarella con tagliolini al basilico, Pizza al contrario, Zuppa di cozze nel latte di mozzarella nera (tre ricette di Rosanna Marziale). Nicolò, in quanto vincitore della Mystery Box, ha la possibilità di decidere i piatti che ognuno dovrà cucinare: sceglie per sé la pizza al contrario, per Stefano la zuppa di cozze e per Amelia la palla di mozzarella
  - Piatto migliore: Nicolò.
  - Eliminata: Amelia.

#### Episodio 24 (Finale)
Partecipanti: Nicolò, Stefano.
- Ristorante di Masterchef
  - Menù degustazione Chilometro 50 di Nicolò: Caffè macchiato ai funghi porcini, Filetto di storione cotto in infusione di vaniglia, Animelle di agnello con ostriche fritte, Composta di albicocche con formaggio di capra mantecato con agrumi e sorbetto di sedano, Terrina di pesci di lago, Tortino di cipolle di Bilegno con un uovo di gallina ornamentale, Ghiaccio di melone con alchermes.
  - Menù degustazione Istantanea di me di Stefano: Battuta di filetto di fassona, Insalata fredda di astice, Cernia in saor con la sua cipolla, Riso seppie nere con gelato alle fave, Anguilla in due cotture, Quello che il contadino ha sempre saputo.
- Vincitore della quarta edizione di Masterchef Italia: Stefano Callegaro.

## Controversie
Poco prima della conclusione dell'edizione, l'inviato Max Laudadio di Striscia La Notizia ha realizzato una serie di servizi dedicati al vincitore Stefano Callegaro, rivelando un passato da chef professionista. Ciò ha provocato la reazione di molti concorrenti esclusi, che hanno fatto ricorso alla giustizia contro il talent. Di fronte alle critiche, la casa produttrice Magnolia ha dichiarato di non avere responsabilità e di sentirsi parte lesa, ed ha annunciato di voler certificare la correttezza e il rispetto del regolamento da parte del primo arrivato Stefano Callegaro tramite azione legale. Durante gli stessi servizi fu rivelata da fonte anonima la classifica finale dell'edizione.
Il 1º marzo 2017 il gip Alessandra Martinelli del Tribunale di Rovigo archivia le denunce per diffamazione e stalking presentate da Stefano Callegaro contro Striscia la Notizia nei confronti di Antonio Ricci, Max Laudadio, Salvatore Ficarra e Valentino Picone, oltre a quelle contro due intervistati dalla trasmissione David Rampone e Pier Luigi Crosa, perché ha ritenuto "insussistente una responsabilità penale degli indagati".
Nel gennaio 2018 la vicenda legale scaturita tra la casa produttrice ed il concorrente si è risolta a favore di quest'ultimo. Il giudice Patrizio Gattari della Settima sezione civile del Tribunale di Milano, ha concluso il procedimento a favore del concorrente, accertando che lo stesso, all'epoca dello svolgimento del cooking-show, era cuoco amatoriale.

## Ascolti
| Puntata    | Episodio | Sky Uno*         | Sky Uno*       | Sky Uno* | Totale telespettatori nei sette giorni Sky Uno |
| Puntata    | Episodio | Messa in onda    | Telespettatori | Share    | Totale telespettatori nei sette giorni Sky Uno |
| ---------- | -------- | ---------------- | -------------- | -------- | ---------------------------------------------- |
| 1-Provini  | 1        | 18 dicembre 2014 | 1 051 841      | 3,30%    | N.D.                                           |
| 1-Provini  | 2        | 18 dicembre 2014 | 1 100 016      | 3,60%    | N.D.                                           |
| 2          | 3        | 25 dicembre 2014 | 924 294        | 3,03%    | N.D.                                           |
| 2          | 4        | 25 dicembre 2014 | 1 009 523      | 3,26%    | N.D.                                           |
| 3          | 5        | 1º gennaio 2015  | 944 872        | 3,10%    | N.D.                                           |
| 3          | 6        | 1º gennaio 2015  | 1 231 780      | 3,80%    | N.D.                                           |
| 4          | 7        | 8 gennaio 2015   | 1 151 492      | 3,92%    | N.D.                                           |
| 4          | 8        | 8 gennaio 2015   | 1 114 402      | 3,87%    | N.D.                                           |
| 5          | 9        | 15 gennaio 2015  | 1 153 050      | 3,53%    | N.D.                                           |
| 5          | 10       | 15 gennaio 2015  | 1 128 689      | 3,92%    | N.D.                                           |
| 6          | 11       | 22 gennaio 2015  | 1 107 000      | 3,81%    | N.D.                                           |
| 6          | 12       | 22 gennaio 2015  | 1 015 000      | 3,99%    | N.D.                                           |
| 7          | 13       | 29 gennaio 2015  | 1 257 372      | 3,87%    | N.D.                                           |
| 7          | 14       | 29 gennaio 2015  | 1 289 097      | 4,61%    | N.D.                                           |
| 8          | 15       | 5 febbraio 2015  | 1 072 600      | 3,14%    | 2 175 000                                      |
| 8          | 16       | 5 febbraio 2015  | 1 028 891      | 3,50%    | 2 175 000                                      |
| 9          | 17       | 12 febbraio 2015 | 1 032 387      | 3,59%    | N.D.                                           |
| 9          | 18       | 12 febbraio 2015 | 1 078 809      | 4,26%    | N.D.                                           |
| 10         | 19       | 19 febbraio 2015 | 1 264 569      | 3,60%    | N.D.                                           |
| 10         | 20       | 19 febbraio 2015 | 1 264 497      | 4,00%    | N.D.                                           |
| Semifinale | 21       | 26 febbraio 2015 | 1 222 195      | 3,75%    | 2 470 000                                      |
| Semifinale | 22       | 26 febbraio 2015 | 1 300 000      | 4,33%    | 2 470 000                                      |
| Finale     | 23       | 5 marzo 2015     | 1 447 451      | 4,38%    | N.D.                                           |
| Finale     | 24       | 5 marzo 2015     | 1 462 763      | 4,87%    | N.D.                                           |